# Columbus Circle
Pour les articles homonymes, voir Columbus.
Columbus Circle est l'un des principaux lieux d'attraction de la ville de New York. 

## Situation et accès
Columbus Circle se situe à l'intersection de Broadway, de Central Park West, de Central Park South et de la Huitième Avenue, à l'angle sud-ouest de Central Park.

## Origine du nom
La place a été baptisée en l'honneur de Christophe Colomb.

## Historique
Le Columbus Circle était à l'origine connu sous le nom générique de « The Circle ».
Après l'installation en 1892 de la colonne de Christophe Colomb au centre du cercle, elle est devenue « Columbus Circle ».

## Bâtiments remarquables et lieux de mémoire
Time Warner Center, le siège du conglomérat de médias Time Warner, se trouve sur la partie ouest du Columbus Circle, sur le site de l'ancien New York Coliseum. Sur la partie nord de Columbus Circle se trouve le Trump International Hotel and Tower, sur la partie nord-est le Merchant's Gate to Central Park (où se trouve l'USS Maine National Monument).
Dans un rayon d'un kilomètre autour de Columbus Circus se trouvent le Lincoln Center, l'American Museum of Natural History, la Trump International Tower, le Plaza Hotel près de Grand Army Plaza (Manhattan) et Times Square. Au sud de Columbus Circle se trouvent les quartiers de Hell's Kitchen et de Midtown, au nord le quartier du Upper West Side.
L'action du film Columbus Circle (2012) se déroule dans une résidence située sur cette place.
En 2017, dans un contexte politique marqué par la demande de retrait de certains militants de statues de généraux confédérés de la guerre de Sécession, une même revendication (ainsi que des actes de vandalisme) naît au sujet des statues de Christophe Colomb, considéré par certains comme responsable du « génocide amérindien ». La statue du Columbus Circle est notamment visée, ce qui met en difficulté le maire Bill de Blasio avant les élections municipales pour sa réélection. La communauté italienne new-yorkaise défend en effet le maintien de la statue au nom de la défense de leur patrimoine, leurs ancêtres ayant notamment financé la construction de la statue en 1892. Bill de Blasio envisage finalement d'ajouter une plaque explicative sous la statue.

### LeColombus Monument

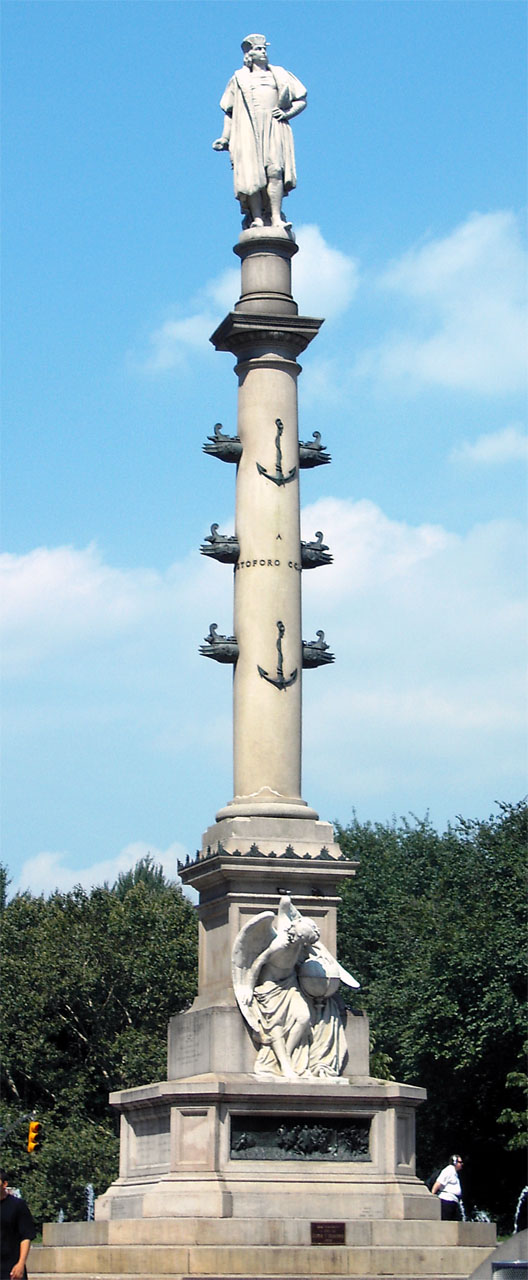
Le Colombus Monument, colonne rostrale surmontée d'une statue d Christophe Colomb.

Au centre de la place se tient le Colombus Monument, colonne rostrale surmontée d'une statue de Christophe Colomb. Elle est entourée des fontaines conçues par WET Design.